# Candelaria (świetlinka)
Candelaria A. Massal. (świetlinka) – rodzaj grzybów z rodziny Candelariaceae. Ze względu na współżycie z glonami zaliczany jest do grupy porostów. W Polsce występuje jeden gatunek.

## Systematyka i nazewnictwo
Pozycja w klasyfikacji według Index Fungorum: Candelariaceae, Candelariales, Candelariomycetidae, Candelariomycetes, Pezizomycotina, Ascomycota, Fungi.
Nazwa polska według opracowania W. Fałtynowicza.

## Niektóre gatunki
- Candelaria concolor (Dicks.) Arnold 1879 – świetlinka pospolita
- Candelaria crawfordii (Müll. Arg.) P.M. Jørg. & D.J. Galloway 1992

Nazwy naukowe na podstawie Index Fungorum (uwzględniono tylko gatunki zweryfikowane). Nazwy polskie według checklist W. Fałtynowicza.